# Алеун
Алеу́н — река в Амурской области России, левый приток Томи.
Предположительно название реки произошло от эвенкийского алаён — «летовье».
Река берёт начало на западных склонах хребта Турана и является водоразделом между ним и Алеунским хребтом. Протекает по заболоченной территории. Русло извилистое, течение медленное. Населённых пунктов на реке Алеун нет. Впадает в реку Томь в северной части Зейско-Буреинской равнины. Высота устья около 200 метров над уровнем моря.
Длина — 207 км, площадь водосборного бассейна — 2340 км².

## Данные водного реестра
По данным государственного водного реестра России относится к Амурскому бассейновому округу, речной бассейн реки Амур, речной подбассейн реки — Зея, водохозяйственный участок реки — Зея от впадения р. Селемджи до устья.
Код объекта в государственном водном реестре — 20030400412118100040579.

## Притоки
Объекты перечислены по порядку от устья к истоку.
- 38 км: река без названия
- 69 км: Каменный
- 70 км: Прохладный
- 78 км: Морковчиха
- 102 км: Малая Дзелиндка
- 115 км: Большая Дзелиндка
- 154 км: Овторос
- 161 км: Алеунский
- 166 км: река без названия
- 177 км: река без названия
- 182 км: река без названия